# Phú Khánh (xã)
Phú Khánh là một xã thuộc huyện Thạnh Phú, tỉnh Bến Tre, Việt Nam.
Xã Phú Khánh có diện tích 13,55 km², dân số năm 1999 là 6772 người, mật độ dân số đạt 500 người/km².